# Yusuf İsmail

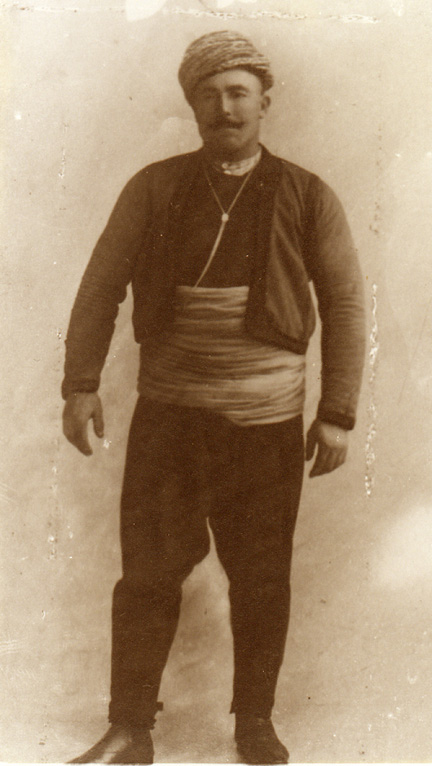
Yusuf in voller Größe

Yusuf İsmail (1857 in Karalar bei Schumen – 4. Juli 1898, vor der Küste von Nova Scotia), auch Yussuf Ishmaelo, war ein Profi-Ringer türkischer Herkunft aus dem Osmanischen Reich (ab 1878 Bulgarien), der in den 1890er Jahren in Europa und den USA als Yusuf Ismail the Terrible Turk zu Kämpfen antrat. Der Autor Rıza Tevfik belegte ihn posthum mit dem Namen Koca (der Große), weshalb er in späteren Jahren als Koca Yusuf bekannt wurde. 1898 kam er beim Untergang der La Bourgogne ums Leben.

## Biographie

### Frühe Karriere und die „Türkische Invasion“

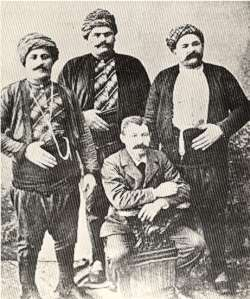
Die „türkische Invasion “ (v. l. n. r.): Kara Osman, Nurullah Hasan, der französische Manager Joseph Doublier und Yusuf Ismail

Über Kindheit und Jugend vor Beginn der Ringerkarriere von Yusuf İsmail im Jahre 1894 ist wenig bekannt. Nach Erkenntnissen des schottischen Ringerhistorikers William Baxter wurde er 1857 als Yussuf Ishmaelo im heutigen Bulgarien geboren.
Erstmals bekannt wurde İsmail, als er 1887 das türkische Öl-Ringkampf-Turnier gewann. Edmond Desbonnet schreibt in seinem Buch Les Rois de la Lutte aus dem Jahr 1910, dass die sogenannte „Türkische Invasion“ 1894 begann, als der französische Ringer Joseph Doublier, der zuvor schon zwei türkische Ringer nach Paris geholt hatte, die Türkei bereiste und mit drei weiteren Ringern nach Frankreich zurückkehrte: Kara Osman, Nurullah Hasan und Yusuf Ismail. Bei seinem Debüt in Paris besiegte İsmail den Ringer Sabés in vier Sekunden.
Yusuf İsmail verbrachte die folgenden drei Jahre in Frankreich, wo er die Ringerszene dominierte. Als seine Konkurrenten Antonio Pierri und Tom Cannon einen Ringer präsentieren wollten, der İsmail schlagen werde, soll er angekündigt haben, dass er sich selbst die Kehle durchschneide, falls er je geschlagen würde. Der Kampf gegen seinen Landsmann Ibrahim Mahmut im Cirque d’Hiver in Paris wurde als „brutalster Wettkampf, der jemals auf der Matte gesehen wurde“, beschrieben. İsmail geriet während des Kampfes dermaßen in Rage, dass er Mahmut an den Nasenlöchern zog, ihm Rippen brach und seine Arme umdrehte. Obwohl der Ringrichter Tom Cannon versuchte, den Kampf abzubrechen, gelang es erst nach der Intervention von mehreren Polizisten und Zuschauern, die beiden Kämpfer zu trennen. Ursprünglich war Kara Osman als Gegner von İsmail vorgesehen, der sich aber krankgemeldet hatte, weshalb Mahmut seinen Platz eingenommen hatte. Gerüchte besagten, dass Osman sich vom Kampf zurückgezogen hatte, weil er wegen eines Streits zwischen ihm und İsmail um sein Leben gefürchtet habe.

### Aufenthalt in den USA
Nachdem İsmail vier Jahre lang ungeschlagen geblieben war, forderte er 1898 den US-Ringer Evan Lewis erfolgreich zum Kampf um die amerikanische Schwergewichtsmeisterschaft heraus. Er wurde als „The Terrible Turk“ angekündigt, ein Kampfname, mit dem später auch andere Ringer belegt wurden. İsmail reiste in die USA, wo er mit fließenden Roben und einem kolossalen Appetit Aufsehen erregte.
Im London Theatre in New York versprach İsmails Manager William A. Brady jedem Mann, der länger als 15 Minuten mit İsmail im Ring stehe, 100 Dollar als Belohnung. George Bothner, ein bekannter Leichtgewichts-Ringer, war der einzige, der diese Forderung annahm, obwohl İsmail mit 114 Kilogramm rund 50 Kilogramm mehr wog als er. Bothner behauptete, dass es „keinen lebenden Mann gebe, der ihn in 15 Minuten auf den Rücken niederstrecken“ könne, und war der Meinung, dass İsmail wie viele andere „sogenannte Schrecken“ nur ein Angeber sei. İsmail hingegen glaubte, als er seines leichtgewichtigen Gegners ansichtig wurde, man wolle ihn zum Gespött machen. Trotz seiner Unerschrockenheit wurde Bothner einige Tage später von İsmail besiegt, und er erlitt eine Verletzung am Hals. Jahre später beschrieb er in dem Buch From Milo to Londos (1936) sein Zusammentreffen mit İsmail:

“The Turk picked me up as if I was a kitten. Never before have I felt such terrible strength. Before I could give a wiggle or squirm he dashed me down on the boards with terrific force … They told me that after I had landed, Youssuf rolled me over with his foot, looked out over the audience, gave a contemptuous snort and walked off the stage. When I came to, I was a sadder, but wiser young man. Somehow or other I got into my clothes, hobbled out into the street and started to walk up Third Avenue towards my home. Youssuf had given my neck such a wrench that he almost tore it from my shoulders. It was several days before I could look in the direction I was headed.”

„Der Türke hob mich hoch, als ob ich ein Kätzchen wäre. Nie zuvor hatte ich eine solch schreckliche Stärke erlebt. Bevor ich mich bewegen oder winden konnte, schleuderte er mich mit ungeheurer Kraft auf die Bretter … Man sagte mir, dass Yusuf mich nach meiner Landung mit dem Fuß umdrehte, auf das Publikum blickte, verächtlich schnaubte und von der Bühne ging. Als ich zu mir kam, war ich ein traurigerer, aber weiserer junger Mann. Irgendwie zog ich mich an, humpelte auf die Straße und ging über die Third Avenue nach Hause. Youssuf hatte meinen Hals so verrenkt, dass er ihn fast von meinen Schultern gerissen hätte. Es dauerte mehrere Tage lang, bis ich in die Richtung schauen konnte, in die ich ging.“

Am 26. März 1898 wurde İsmail bei einem Wettkampf im Madison Square Garden gegen den Meister im griechisch-römischen Stil, den Deutsch-Amerikaner Ernest Roeber, disqualifiziert. Ismail schubste Roeber aus dem erhöhten Ring und ließ ihn kopfüber auf den Boden fallen. Roeber war mehrere Minuten lang ohne Bewusstsein, und viele Zuschauer glaubten, dass er tot sei. Sie wollten den Ring stürmen, wurden aber von Polizeibeamten abgehalten. Roeber wurde zum Sieger erklärt. Am 30. April fand in der Metropolitan Opera ein Revanchekampf statt, der aber ebenfalls in einem Aufruhr endete. Das Management des Opernhauses beschloss daraufhin, keine Ringerkämpfe mehr dort stattfinden zu lassen. Einige Monate später besiegte İsmail den Ringer Evan „Strangler“ Lewis bei der amerikanischen Schwergewichtsmeisterschaft in Chicago. Lewis konnte sich gegen İsmail nicht behaupten und es gelang ihm auch nicht, seinen berühmten Rear Naked Choke (Drosselgriff) einzusetzen.
İsmail, von schlichter und misstrauischer Natur, ließ sich seine Preisgelder in Gold ausbezahlen und bewahrte die Münzen in einem Geldgürtel auf, den er niemals ablegte. Da er sehr geizig war und „tierische Manieren“ an den Tag legte, machte er sich in den USA nicht viele Freunde. So berichtete Bradys Mitarbeiter T. W. Bert: „For if there was anything in the world he liked besides money, it was eating and drinking. He must have eaten ten times every day, and one of his meals would have been enough to feed me for a whole week.“ („Wenn es irgend etwas gab, das ihn außer Geld interessierte, dann waren das Essen und Trinken. Er hat sicherlich zehn Mal am Tag etwas gegessen, und eine seiner Mahlzeiten war so reichhaltig, dass ich mich eine Woche lang davon hätte ernähren können.“) Baxter betonte, İsmail sei kein „Monster“ gewesen, sondern ein ungebildeter Bauer, der in Amerika „beschwindelt“ worden sei. Er sei lediglich ein Werkzeug der Promoter gewesen, die schnelles Geld hätten machen wollen.

### Tod

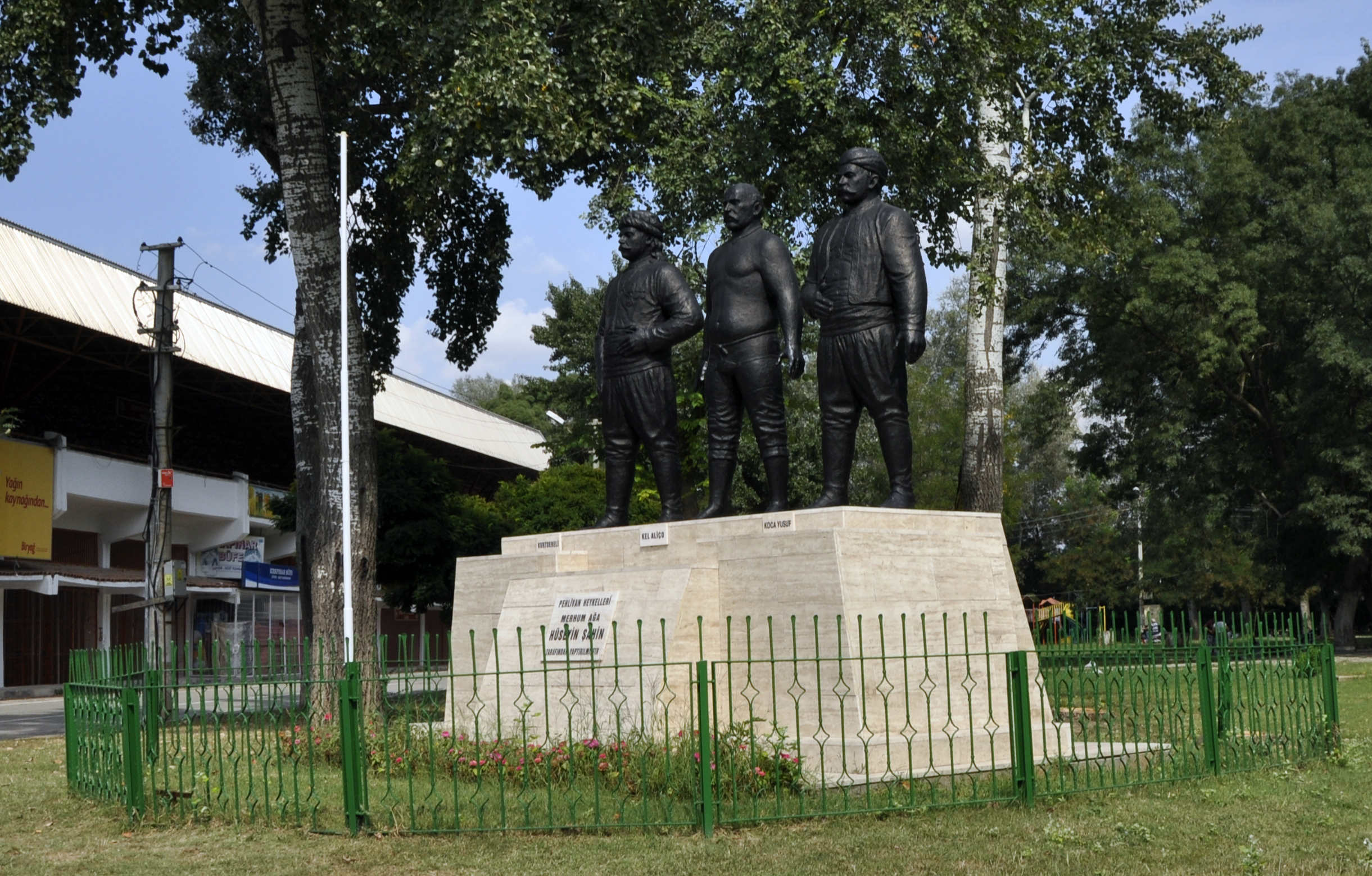
Ringer-Denkmal mit Yusuf İsmail – Koca Yusuf (r.) in Edirne, Zentrum des türkischen Öl-Ringkampfs

Kurz nach seinem Sieg über Lewis nahm Yusuf İsmail das erste Schiff zurück nach Europa, wo er Berichten zufolge vorhatte, in seinem Heimatdorf in der Nähe von Schumen ein Café oder einen Basarladen zu eröffnen. Er war einer von rund 600 Passagieren auf der La Bourgogne, die am Morgen des 4. Juli 1898 vor der Küste von Nova Scotia nach dem Zusammenstoß mit einem anderen Schiff sank. Dabei kamen 565 Menschen ums Leben, darunter auch Yusuf İsmail.

## Erinnerung
2001 gab die Türkei eine Gedenkmünze mit dem Konterfei von Koca Yusuf heraus. 2016 wurde im ehemaligen Wohnhaus von Yusuf İsmail alias Koca Yusuf ein Museum eröffnet, vor dem eine Büste von ihm steht. Jährlich wird ein Ölringkampf-Turnier zu seinen Ehren ausgerichtet. Ein schwimmender Großkran, der der Türkei 1952 im Rahmen des Marshallplans von den USA übergeben wurde, erhielt den Namen Koca Yusuf.
1966 wurde der türkische Film Koca Yusuf veröffentlicht, 2020 soll ein weiterer Film gestartet werden.